# Ronda Pilipinas
La Ronda Pilipinas és una cursa ciclista que es disputa durant el mes de febrer o març a les Filipines. Creada el 2011, forma part des del 2019 de l'UCI Àsia Tour amb una categoria actual de 2.2.

## Palmarès
| Any        | Vencedor          | Segon            | Tercer           |
| ---------- | ----------------- | ---------------- | ---------------- |
| 2011       | Santi Barnachea   | Joel Calderon    | George Oconer    |
| 2012       | Mark Galedo       | Irish Valenzuela | Lloyd Reynante   |
| 2013       | Irish Valenzuela  | Ronald Gorantes  | Ronald Oranza    |
| 2014       | Riemon Lapaza     | Peter Pouly      | Mark Galedo      |
| 2015       | Santi Barnachea   | George Oconer    | Jan Paul Morales |
| 2016 (I)   | Jan Paul Morales  | Ronald Oranza    | Lloyd Reynante   |
| 2016 (II)  | Ronald Oranza     | Rudy Roque       | Rustom Lim       |
| 2016 (III) | Jan Paul Morales  | Rustom Lim       | George Oconer    |
| 2017       | Jan Paul Morales  | Rudy Roque       | Cris Joven       |
| 2018       | Ronald Oranza     | Jan Paul Morales | Junrey Navarra   |
| 2019       | Francisco Mancebo | Ronald Oranza    | Dominic Perez    |